# Ariopsis seemanni
Ariopsis seemanni es una especie de pez de la familia Ariidae en el orden de los Siluriformes.

## Morfología
Los machos pueden llegar alcanzar los 35 cm de longitud total.

## Hábitat
Es un pez demersal y de clima tropical (22 °C-26 °C).

## Distribución geográfica
Se encuentran en América:  cuencas fluviales  pacíficas y estuarios desde México hasta el Perú.

## Uso comercial
Se comercializa fresco o en salazón.